# Павловская, Наталья Александровна
Ната́лья Алекса́ндровна Павло́вская (27 сентября 1970 года Одесса, Украинская ССР, СССР) — российская сценаристка, известная по фильмам «Дом Солнца» (2010), «Атлантида» (2002) и «Слабая женщина» (2014).

## Биография
Родилась в семье режиссёра Александра Павловского. Детство и юность провела в Одессе. Следуя по стопам отца, окончила сценарный факультет ВГИКа. В 2000 году семья Павловских окончательно покинула Одессу и себя как сценариста Наталья в дальнейшем реализовала уже в Москве.

## Работы
Самыми известными работами Павловской стали «Дом Солнца» (2010), «Атлантида» (2002) и «Слабая женщина» (2014). В течение своей творческой деятельности Павловская пробовала себя в разных ролях, в том числе актрисы и ассистента режиссёра. Однако самый большой вклад в кинематограф она сделала именно в роли сценариста.
Сценарист
- "Атлантида " (2002)
- «Мой» (2009)
- «Когда мы были счастливы» (2009)
- «Кровь не вода» (2009)
- «Дочки-Матери» (2010)
- «Дом Солнца» (2010)
- «Точка кипения» (2010)
- «Богатая Маша» (2010)
- «Эта женщина ко мне» (2011)
- «Вероника. Потерянное счастье» (2012)
- «Майский дождь» (2012)
- «Полёт бабочки» (2013)
- «Фродя» (2013)
- «Маяковский. Два дня» (2013)
- «Москва — Лопушки» (2013)
- «Вероника. Беглянка» (2013)
- «Уйти, чтобы вернуться» (2014)
- «Слабая женщина» (2014)
- «Можно тебя обнять?» (2017)
- «Чужая кровь» (2019)

Актриса
- «Дом Солнца» (2010) (в роли посетительницы выставки «Корейца»)

Помощник режиссёра
- «И чёрт с нами!» (1991)